# نارسس
گریگوریانتس (ارمنی: Նարսես؛ ۴۷۸ یا ۴۸۰ – درگذشته ۵۶۶ یا ۵۷۳) به همراه بلیساریوس یکی از بزرگ ارتشبدانی که در دربار امپراتوری بیزانس ژوستینین یکم خدمت می‌کرد. وی ارمنی‌تبار و عضو خاندان کامساراکان بود. ژوستینین یکم به او لقب چکش گوت‌ها به دلیل نابودی کامل حکومت گوت داده بود.